# NGC 7046
NGC 7046 este o galaxie situată în constelația Calul Mic. A fost descoperită în 10 octombrie 1790 de către William Herschel. Se află la o distanță de 39,26 de megaparseci de Pământ.